# 皮希
49°53′23″N 23°8′58″E / 49.88972°N 23.14944°E
皮希（烏克蘭語：Пихи），是烏克蘭西部的村莊，隸屬利維夫州的亞沃里夫區。該村始建於1940年，面積0.08平方公里，海拔高度220米，2001年人口12，人口密度每平方公里148.15人。